# Leader of the Band
"Leader of the Band" is een single van de Amerikaanse zanger Dan Fogelberg. Het nummer werd uitgebracht als de zevende track op zijn album The Innocent Age uit 1981. 

## Achtergrond
"Leader of the Band" is geschreven door Fogelberg zelf met en geproduceerd door Fogelberg en Marty Lewis. Het nummer was enkel in de Verenigde Staten een hit, met een 9e plaats in de Billboard Hot 100. Het lied gaat over de vader van Dan Fogelberg, Lawrence Fogelberg, welke zelf ook een musicus was. Mede door de bekendheid van het nummer kreeg Lawrence ook meer faam, maar slechts een jaar na het uitbrengen van de single overleed hij.